# Стара Чаршія

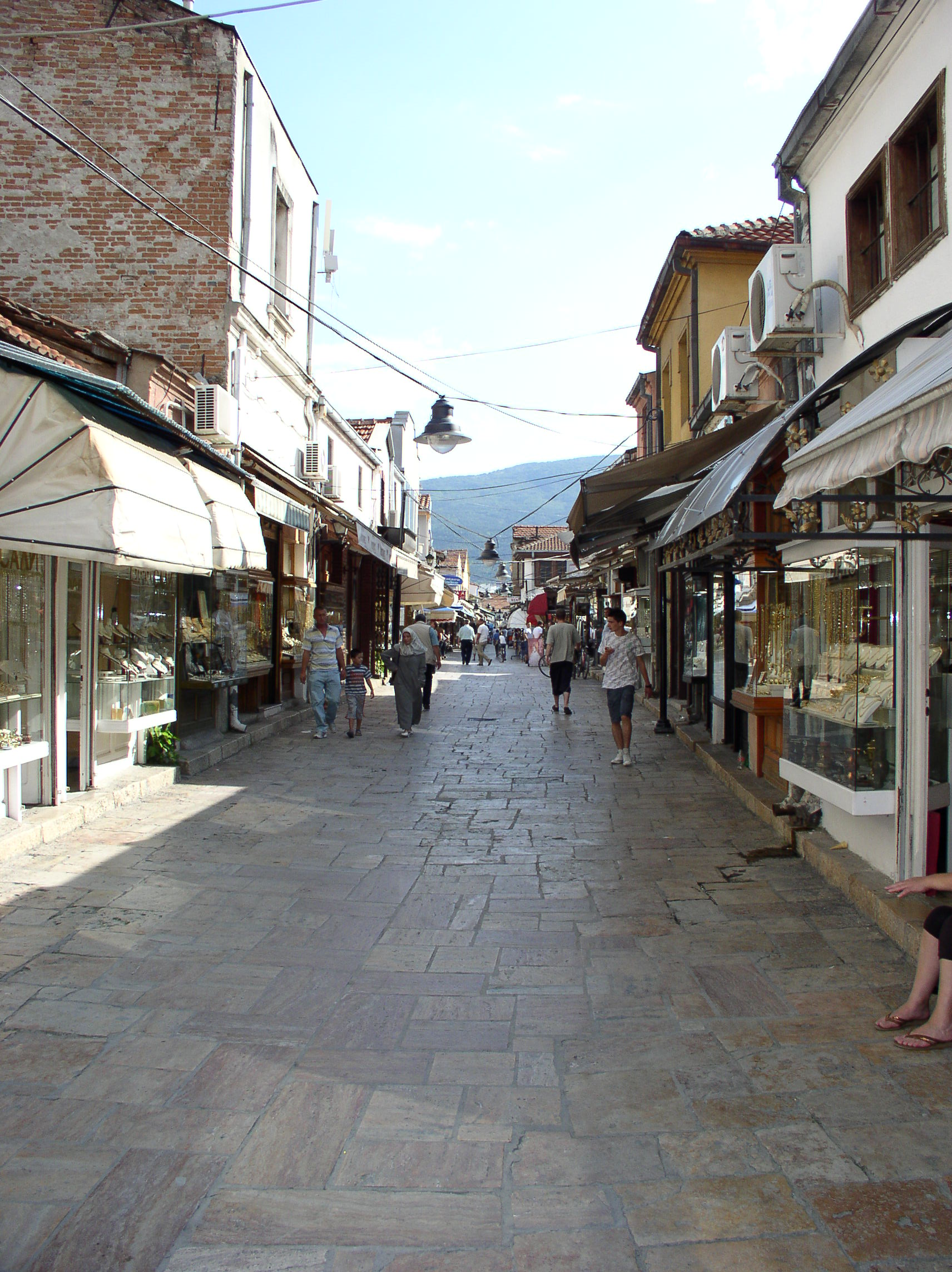
Вулиця Белградська в Старій Чаршії

Стара Чаршія (мак. Стара Чаршија, алб. Çarshia e Vjetër) — один з найбільших базарів на Балканському півострові. Розташований у місті Скоп'є на східному березі річки Вардар біля фортеці Кале. З XII ст. вважався найбільшим торговим центром міста. 
Найбільше значення Стара Чаршія мала в османську епоху, коли в її межах було 30 мечетей, декілька храмів та каравансараїв, різноманітні торгові лавки та інші будівлі. Зараз Стара Чаршія має статус національного культурного заповідника.